# Ocrepeira gulielmi
Ocrepeira gulielmi är en spindelart som beskrevs av Claude Lévi 1993. Ocrepeira gulielmi ingår i släktet Ocrepeira och familjen hjulspindlar. Inga underarter finns listade i Catalogue of Life.